# NGC 52
NGC 52 ist eine Spiralgalaxie im Sternbild Pegasus. Diese Edge-On-Galaxie ist etwa 248 Millionen Lichtjahre von der Milchstraße entfernt und hat einen Durchmesser von schätzungsweise 150.000 Lichtjahren. Sie hat einen elliptischen Begleiter namens PGC 1563523. 
NGC 52 wurde am 18. September 1784 von dem deutsch-britischen Astronomen Wilhelm Herschel entdeckt.
- CDS Portal
- SIMBAD Astronomical Database